# Helen Hopekirk

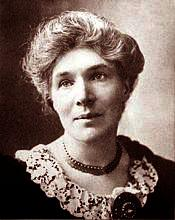
Helen Hopekirk

Helen Hopekirk (auch Helena Hopekirk, verheiratete Wilson, (* 20. Mai 1856 in Portobello (Schottland); † 19. November 1945 in Cambridge (Massachusetts))) war eine amerikanische Pianistin, Komponistin und Musikpädagogin schottischer Herkunft. Als Musikerin trat sie immer unter dem Namen Helen Hopekirk auf.

## Leben und Werk
Helen Hopekirk war Schülerin von George Lichtenstein (Klavier) und Alexander Mackenzie (Komposition). Sie studierte von 1876 bis Ende 1878 am Leipziger Konservatorium unter anderem bei Carl Reinecke (Klavier- und Ensemblespiel), Salomon Jadassohn (Musiktheorie), Ernst Friedrich Richter (Musiktheorie) und Henry Schradieck (Ensemblespiel). 1878 gab sie ihr Debüt als Pianistin im Gewandhaus Leipzig. Sie wurde durch Konzertreisen in den Vereinigten Staaten bekannt. Von 1887 bis 1891 unterzog sie sich Vertiefungsstudien bei Theodor Leschetizky und Karl Nawratil in Komposition in Wien. In der Folge trat sie auch als Komponistin hervor. Sie schrieb Klavierstücke, ein Klavierkonzert, Violinsonaten, Orchesterstücke und zahlreiche Lieder. 1897 ließ sie sich in Boston nieder. Sie wurde dort 1901 Dozentin für Klavier am New England Conservatory.

## Privates
Im August 1882 heiratete Helen Hopekirk den Musikalienhändler, Kritiker und Landschaftsmaler William A. Wilson (1853–1926), der in den folgenden Jahren auch als ihr Konzertmanager fungierte.
Helen Hopekirk und ihr Mann wurden 1918 amerikanische Staatsbürger. Helen Hopekirks letzter Auftritt war 1939 in der Steinert Hall in Boston. Helen Hopekirk starb am 19. November 1945 in Cambridge, Massachusetts, an einer zerebralen Thrombose und wurde auf dem Mount Auburn Cemetery beigesetzt.